# St. Pankratius (Bollingen)

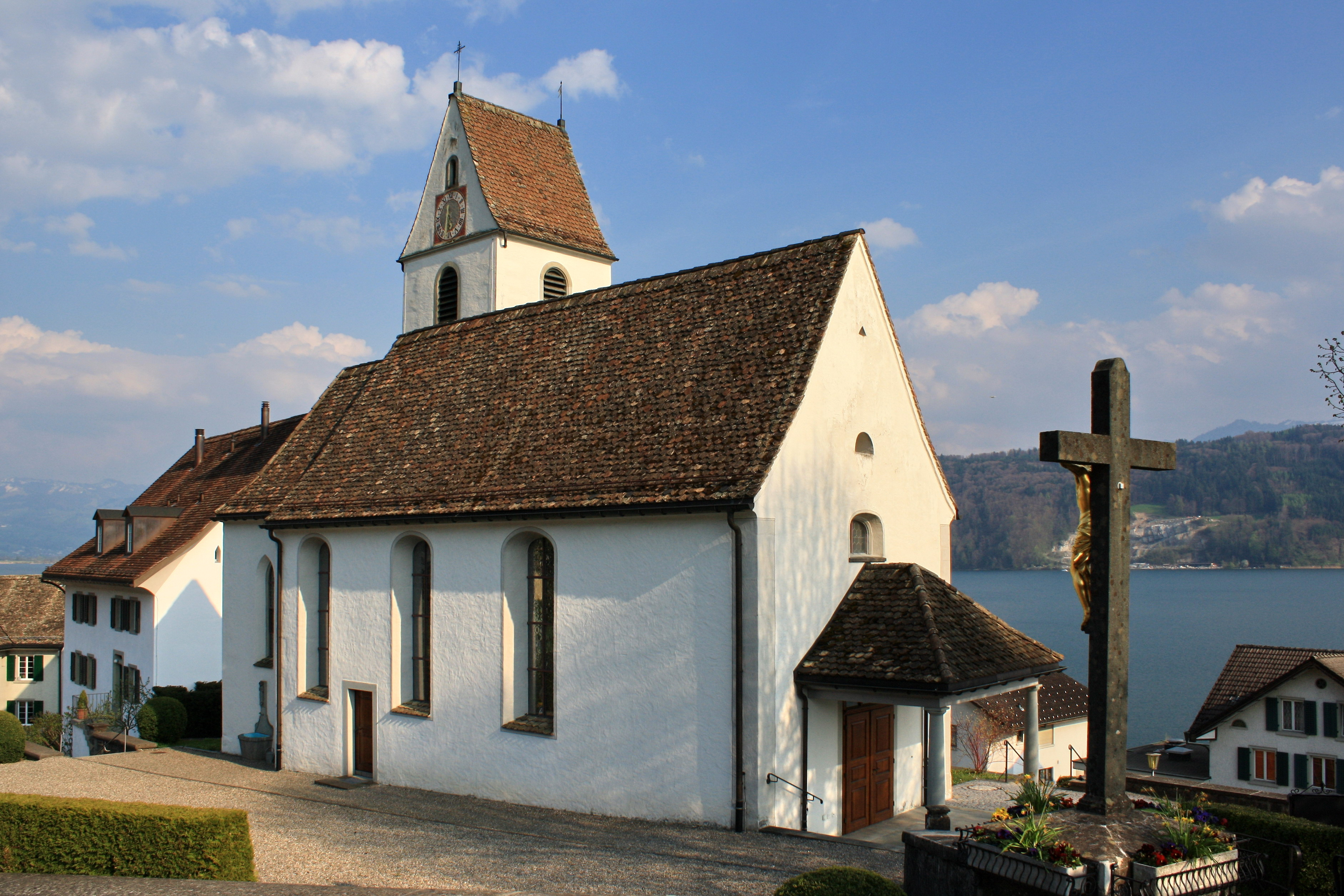
Kirche St. Pankraz in Bollingen, im Hintergrund der Zürichsee

Die Kirche St. Pankraz ist eine römisch-katholische Kirche in Bollingen, einem Ortsteil der Schweizer Gemeinde Rapperswil-Jona im Kanton St. Gallen.

## Lage

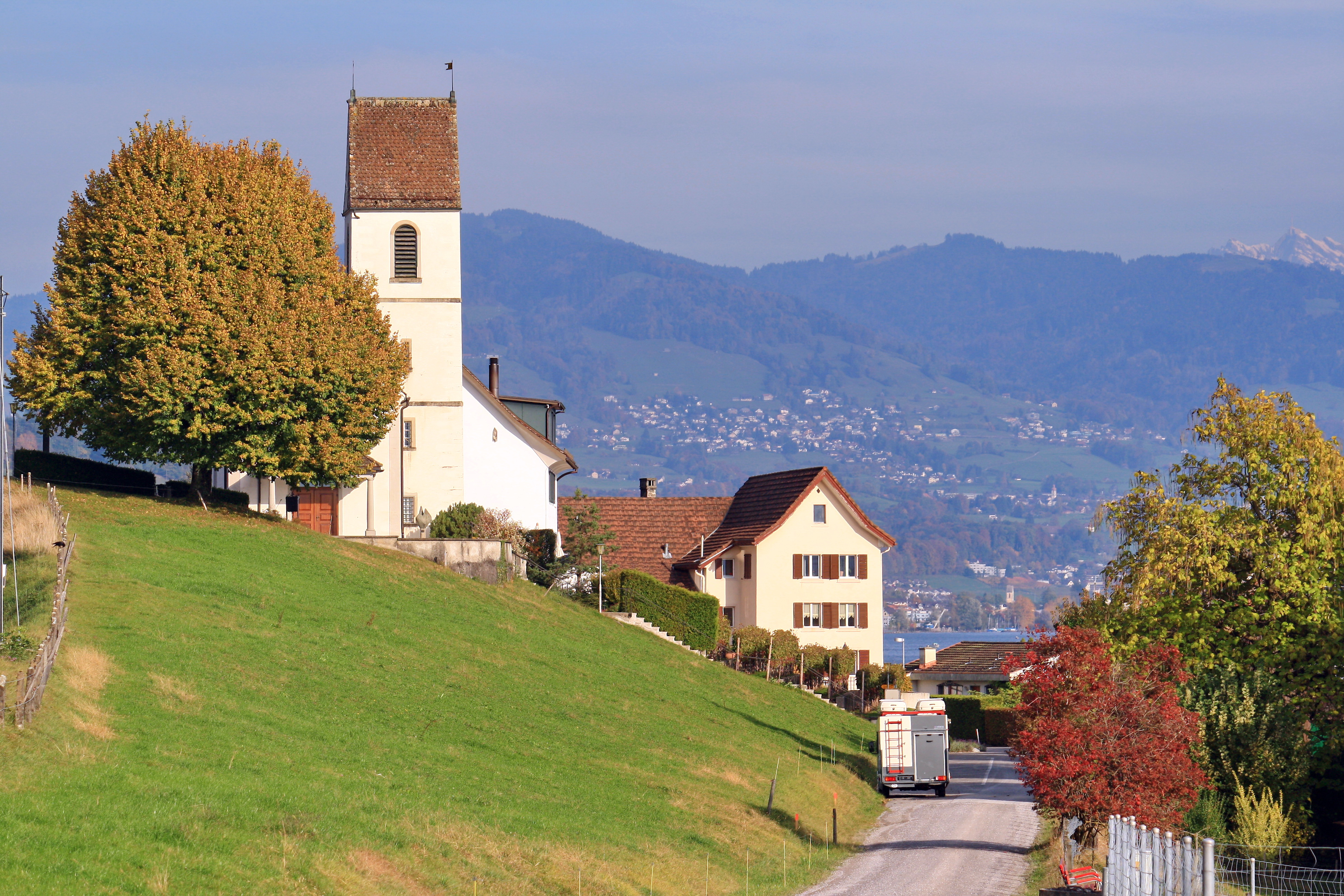
Kirchhügel, Uznach im Hintergrund

Die Kirche liegt im Zentrum des Kirchdorfes auf einem kleinen Hügel, an der Landstrasse zwischen Jona und Uznach am Ufer des oberen Zürichsees.

## Baugeschichte
Die Kirche St. Pankratius wird erstmals im Jahr 1229 als Filialkirche des Klosters Rüti erwähnt. Die erste urkundliche Erwähnung erfolgte in einer – vermutlich auf das Jahr 1229 zurückdatierten – Urkunde, in der Rudolf I. von Rapperswil die Kirche dem Kloster Rüti überschrieb. Als Zeugen sind Bürger von Rapperswil erwähnt, womit die Urkunde gleichzeitig die erste namentliche Nennung der um das Jahr 1200 erfolgten Gründung der Stadt darstellt. 1260 wird ein Pfarrer in Bollingen erwähnt.
1519 wurde das neue, noch heute bestehende Gotteshaus geweiht. Der Kirchensatz und damit die seelsorgerische Betreuung ging 1537 an das Spital Rapperswil; erst 1827 nahm wieder ein Pfarrer in Bollingen in Wohnsitz. Die heutige Kirche stammt im Kern aus dem 16. Jahrhundert, wurde aber im 18. Jahrhundert barockisiert. Nachdem zuvor nur ein Dachreiter bestanden hatte, wurde 1764 südlich des Polygonalchors der einschiffigen Saalkirche der markante Käsbissenturm mit Sakristei angebaut. Das steile Satteldach ist über dem Chor leicht abgesetzt; Schiff und Chor haben Ecken in verzahntem Quaderwerk. Ihr heutiges Aussehen verdankt die Pfarrkirche der Gesamtrestaurierung von 1988.

## Architektur und Ausstattung

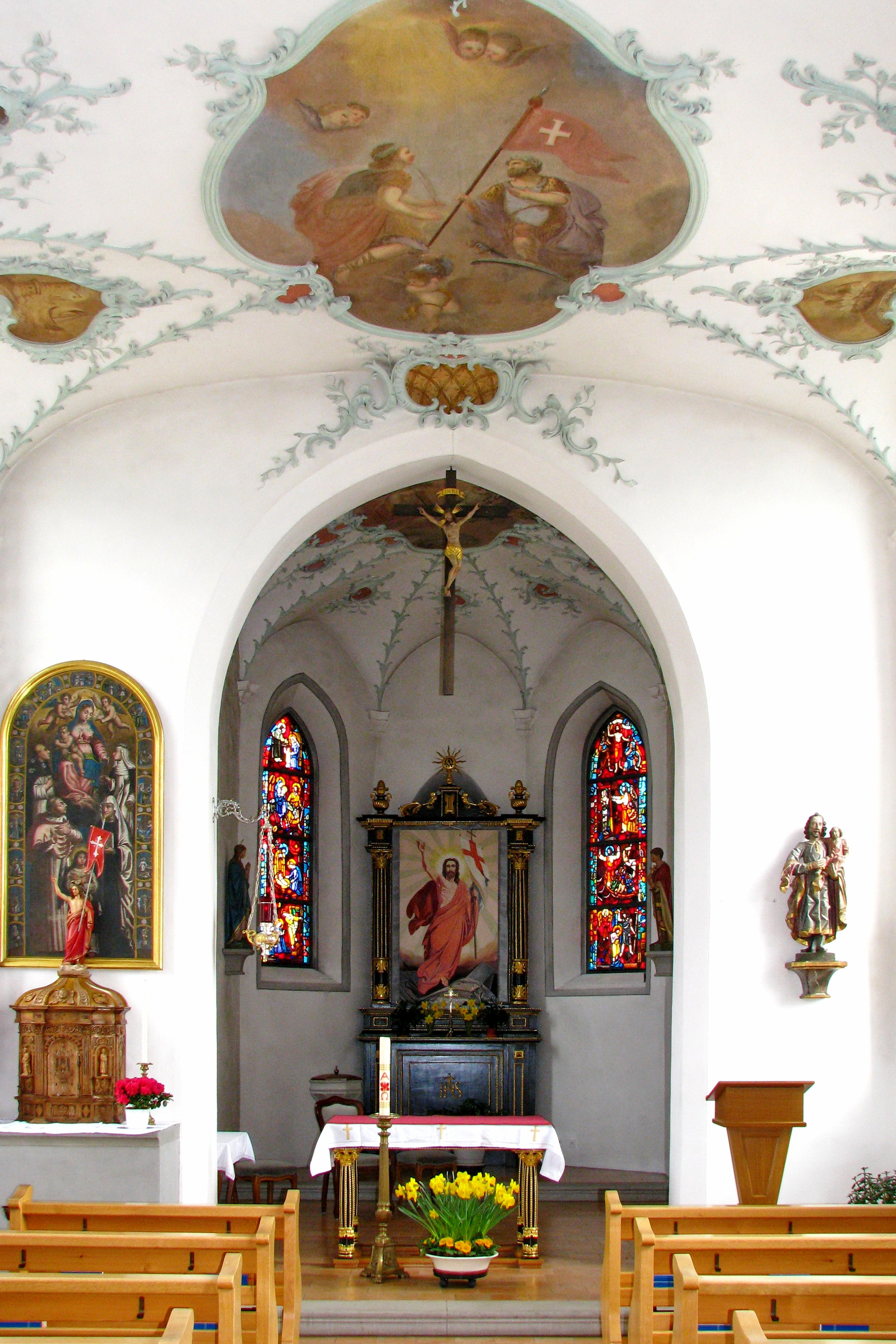
Innenansicht

Das Chorbogen-Kruzifix ist ein Kunstwerk aus dem Jahr 1570. Der barocke Hochaltar mit einem Gemälde der Beweinung Christi von Johann Michael Hunger entstand um 1690 und befand sich ursprünglich in der Stadtpfarrkirche Rapperswil. Die in Öl auf Leinwand gemalten 14 Kreuzwegbilder stammen aus dem Jahr 1764.

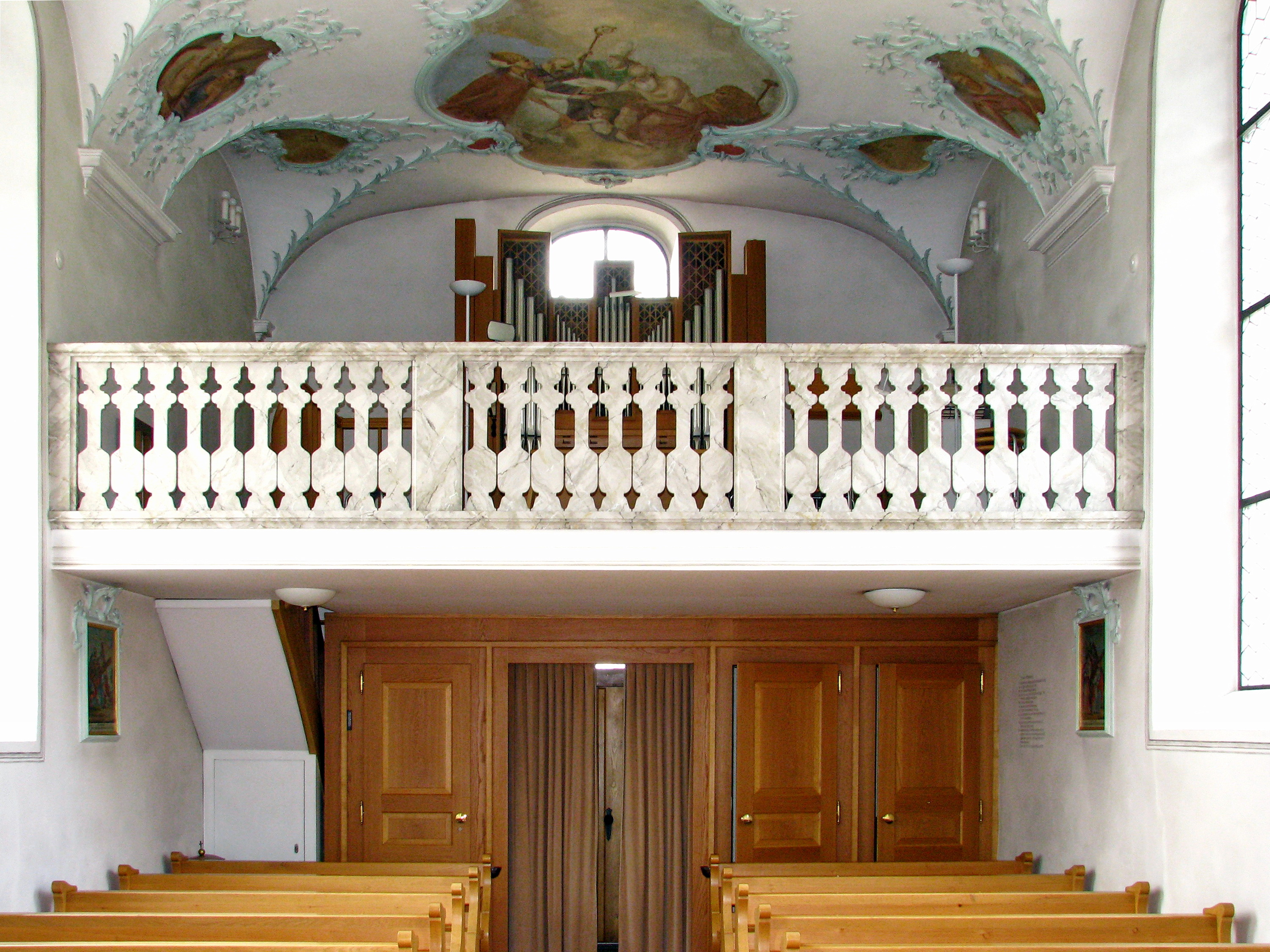
Empore und Orgel
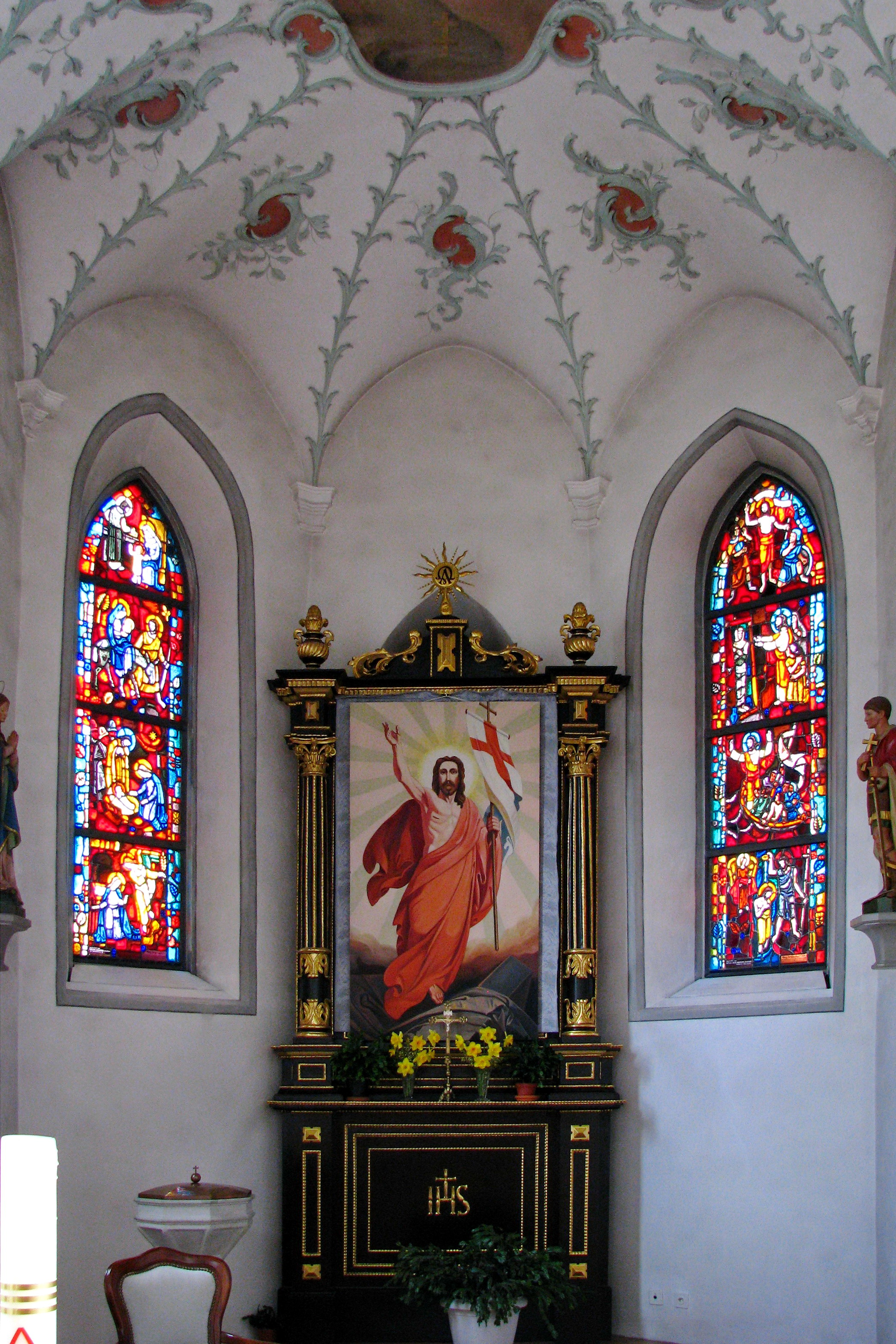
Chor, Altar und Fenster
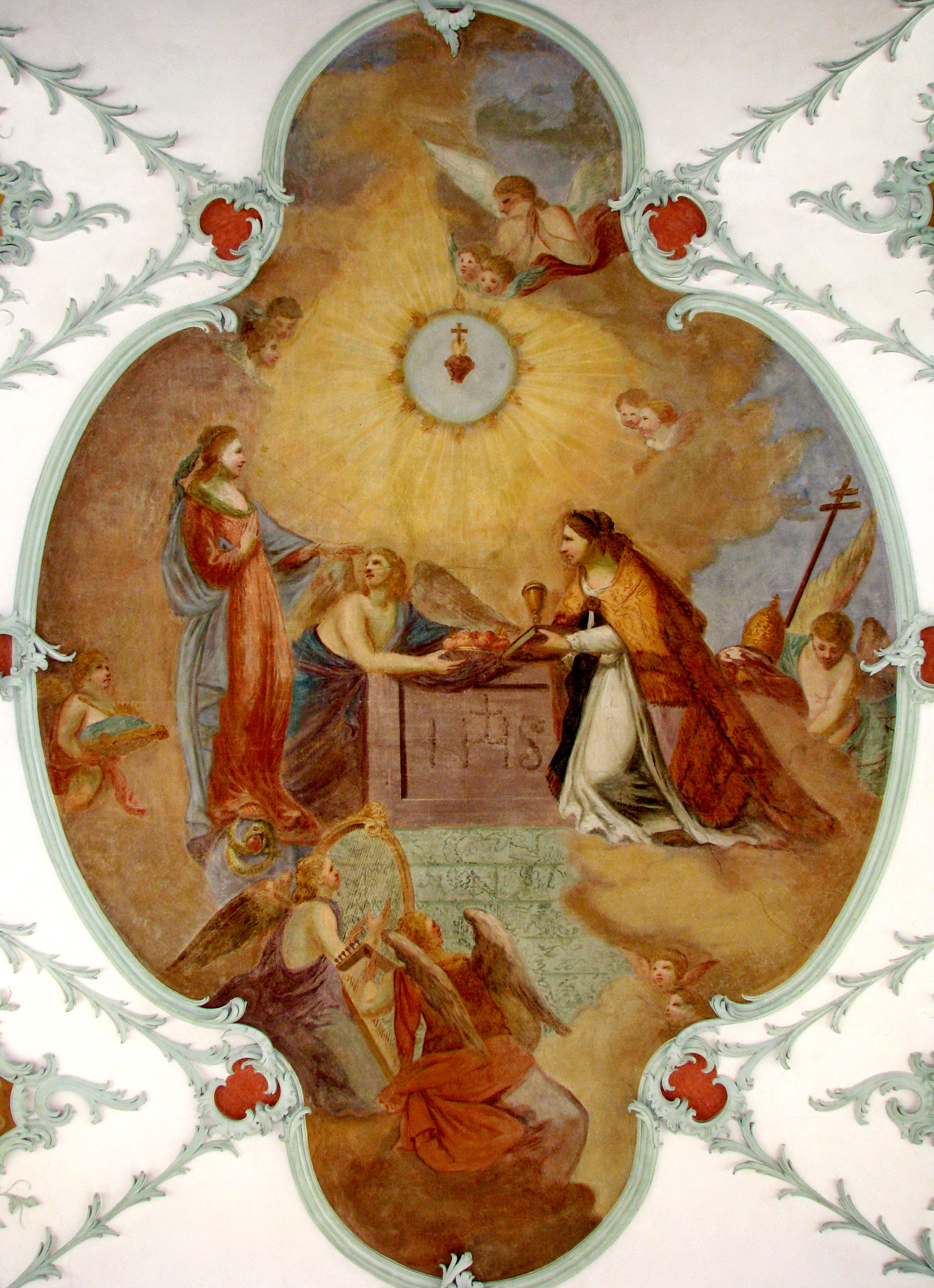
Verehrung des Herzen Jesu

Mit der 1775/76 erfolgten Erhöhung und Verlängerung des Kirchenschiffs, entstand unter dem neuen Dachstuhl eine gewölbte Decke. Dem dreiseitig geschlossenen gotischen Chor gliedert sich das barocke Kirchenschiff mit seinen drei spitzbogigen Fensterpaaren an. Im Inneren trennt ein in Hausteinen gefügter spitzer Chorbogen das Schiff vom Chor mit grätigem Gewölbe. Die Neugestaltung des Innenraums 1776/1777 umfasste eine Ausstattung des Gewölbes mit Stuckaturen im Rokoko-Stil durch Martin Zobel. Die Stuck-Kartuschen rahmen spätbarocke Deckenfresken von Felix Christoph Cajetan Fuchs ein. Die Gemälde zeigen Heilige und im zentralen Deckengemälde eine Allegorie auf die mystische Verehrung des Herzen Jesu. Das Kruzifix ist um 1770/80 zu datieren. Eine Biedermeierstatue des Patrons, des heiligen Pankratius, ergänzte um 1844 die Innenausstattung. 1874 erfolgte eine neuerliche Umgestaltung im Sinne des Historismus, aber bereits 1936 wurden die Deckengemälde wieder freigelegt. Neueren Datums sind die Farbglasfenster von August Wanner im Chor und die Empore mit Orgel aus den 1950er-Jahren. Anlässlich der Gesamterneuerung von 1988, erhielt die Kirche ein Altarretabel aus dem ehemaligen Spital Rapperswil, und die Rokoko-Stuckaturen wurden rekonstruiert.